# ABBA Live
ABBA Live – album koncertowy szwedzkiego zespołu ABBA wydany w 1986 roku przez wytwórnię Polar Music. W 1997 roku wydany na płycie CD z trzema bonusami. Kompilacja nie odniosła sukcesu, zajmując dalsze miejsca na listach albumów.

## Piosenki
Strona A
1. „Dancing Queen” – 3:42
2. „Take a Chance on Me” – 4:22
3. „I Have a Dream” – 4:23
4. „Does Your Mother Know” – 4:09
5. „Chiquitita” – 5:21

Strona B
1. „Thank You for the Music” – 3:40
2. „Two For The Price Of One” – 3:31
3. „Fernando” – 5:22
4. „Gimme! Gimme! Gimme! (A Man After Midnight)” – 3:17
5. „Super Trouper” – 4:23
6. „Waterloo” – 3:34

### Bonusy CD
1. „Money, Money, Money” – 3:20
2. „The Name of the Game/Eagle” – 9:37
3. „On and On and On” – 4:01